# Квайсон, Робин
Ро́бин Квами́на Квайсон (швед. Robin Kwamina Quaison; род. 9 октября 1993, Стокгольм) — шведский футболист, полузащитник клуба «Арис» и сборной Швеции.

## Карьера

### Клубная
Начинал заниматься в футбольной школе стокгольмской команды «Ерва», однако является воспитанником другого столичного клуба — АИКа, в молодёжной академии которого провёл более десяти лет. В 2011 году в рамках сотрудничества между клубами 17-летний полузащитник перешёл в «Весбю Юнайтед», где сразу занял место в стартовом составе и стал одним из ведущих игроков команды. Проведя в общей сложности 17 игр, он сумел отличиться 8 раз. Осенью, наряду с играми за «Весбю», Робин стал привлекаться к играм АИКа, иногда попадая в заявку на матчи чемпионата Швеции. Хорошо проведя предсезонные сборы с основной командой, Куайсон удостоился похвалы главного тренера Андреаса Альма и получил место в основном составе клуба. В первом официальном матче сезона АИК встречался за Суперкубок страны с «Хельсингборгом». В этой игре и состоялся дебют Робина за столичный клуб на высшем шведском уровне. За 10 минут до конца встречи он вышел на замену вместо Роберта Омана Перссона. В 11 туре чемпионата он забил свой первый гол за АИК, поучаствовав в разгроме «Норрчёпинга».
В июле 2014 года Робин перешёл в итальянский «Палермо», подписав трёхлетний контракт, ранее его связывали с «Сток Сити», «Лидсом» и КПР.
31 января 2017 года Квайсон подписал контракт сроком на 4,5 года с клубом Бундеслиги «Майнц 05». 17 декабря 2019 года он сделал первый хет-трик в карьере, в матче против «Вердера». 16 мая 2021 года Квайсон забил гол с пенальти в добавленное время в матче против дортмундской «Боруссии», и этот мяч стал тридцатым за клуб. При этом он стал одним из лучших бомбардиров за всю историю «Майнца» в Бундеслиге, разделив звание с Юнусом Маллы и Мохаммедом Зиданом.
В июле 2021 года Квайсон подписал контракт с клубом Саудовской профессиональной лиги «Аль-Иттифак». 21 августа 2021 года Квайсон забил свой первый гол за новый клуб в матче против «Аль-Шабаба».

### В сборных
Впервые в состав юношеской сборной Швеции был приглашён в январе 2012 года. Главный тренер сборной Томас Турессон вызвал Робина, как и его одноклубника Саля Юбарте, на юношеский турнир в испанской Ла-Манге, где шведам предстояло встретиться со сверстниками из Португалии, Норвегии и Венгрии. Куайсон принял участие в двух встречах, которые обе завершились поражением его команды. В конце августа 2012 года тренерский штаб молодёжной сборной, во главе с Хоканом Эриксоном и Томми Сёдербергом, пригласил Куайсона для подготовки к решающим отборочным играм чемпионата Европы 2013 года со Словенией и Украиной. В матче в Мариборе Робин вышел на поле на 77-й минуте, заменив Астрита Айдаревича при счёте 1:2 в пользу словенцев. Тот матч скандинавы проиграли, однако в матче с Украиной одержали победу, и заняли первое место в отборочной группе, выведшее их в стыковые матчи за право поехать на финальный турнир в Израиль на сверстников из Италии. Обе встречи Робин пропустил, а шведы проиграли дважды и на чемпионат Европы не попали.
В 2016 году он выступал за олимпийскую сборную Швеции на летних Олимпийских играх года.
В марте 2019 года Квайсон дебютировал за национальную сборную Швеции, сыграв в первых двух матчах отборочного турнира Евро-2020. Квайсон успешно дебютировал, забив гол в ворота Румынии, а затем забил гол в ворота Норвегии.

## Личная жизнь
Робин родился в интернациональной семье. Его отец — ганец, а мать — шведка.